# Гимн Сербии
Боже правде (с серб. — «Боже справедливости») — государственный гимн Республики Сербия. Текст гимна написан Йованом Джорджевичем на музыку Даворина Енко в 1872 году.
С 1878 по 1918 год являлся гимном Королевства Сербии. В 1918—1941 годах вместе с гимнами Хорватии (Lijepa naša domovino) и Словении (Naprej zastava slave) служил гимном Королевства Югославии.
В настоящее время восстановлен (с изменённой редакцией текста) в качестве официального гимна Сербии. Инструментальная версия использовалась как гимн Республики Сербской в составе Боснии и Герцеговины, а ранее — и как гимн Республики Сербская Краина на территории Хорватии.
Автор русского перевода гимна — Иван Прийма.

## Слова
| Боже правде, ти што спасе од пропасти досад нас, чуј и одсад наше гласе и од сад нам буди спас. Моћном руком води, брани будућности српске брод, Боже спаси, Боже храни, српске земље, српски род!1 Сложи српску браћу драгу на свак' дичан славан рад, слога биће пораз врагу а најјачи српству град. Нек' на српској блиста грани братске слоге златан плод, Боже спаси, Боже храни, српске земље, српски род!1 Нек' на српско ведро чело твог не падне гнева гром Благослови Србу село поље, њиву, град и дом! Кад наступе борбе дани к' победи му води ход Боже спаси, Боже храни, српске земље, српски род!1 Из мрачнога сину гроба српске славе нови сјај,² настало је ново доба, нову срећу, Боже дај! Отаџбину српску брани³ петвековне борбе плод Боже спаси, Боже храни, моли ти се српски род! | Bože pravde, ti što spase od propasti dosad nas, čuj i odsad naše glase i od sad nam budi spas. Moćnom rukom vodi, brani budućnosti srpske brod, Bože spasi Bože hrani, srpske zemlje, srpski rod!1 Složi srpsku braću dragu na svak' dičan slavan rad, sloga biće poraz vragu a najjači srpstvu grad. Nek' na srpskoj blista grani bratske sloge zlatan plod, Bože spasi, Bože hrani, srpske zemlje, srpski rod!1 Nek' na srpsko vedro čelo tvog ne padne gneva grom Blagoslovi Srbu selo polje, njivu, grad i dom! Kad nastupe borbe dani k' pobedi mu vodi hod Bože spasi, Bože hrani, srpske zemlje, srpski rod!1 Iz mračnoga sinu groba srpske slave novi sjaj,² nastalo je novo doba, novu sreću, Bože daj! Otadžbinu srpsku brani³ petvekovne borbe plod Bože spasi, Bože hrani, moli ti se srpski rod! | Боже правды, Ты, Спасавший Нас от смерти, бед и ран, Внемли вновь моленьям нашим: Будь и впредь спасеньем нам! Направляй рукою твердой Наш корабль в пучине вод. Сохрани, спаси, о Боже, Землю сербов, сербский род!1 Сербских соедини собратьев На достойный, славный труд. Наш союз — врагам проклятье, Сербам — к цели верный путь. Пусть блестит на ветви сербства Золотой единства плод. Сохрани, спаси, о Боже, Землю сербов, сербский род!1 Пусть на головы людские Твой не грянет гнева гром. Сербское село помилуй, Поле, ниву, город, дом! Если брани день встревожит — Наш ускорь к победе ход. Сохрани, спаси, о Боже, Землю сербов, сербский род!1 Сербской славы свет из гроба Снова ярко воссиял.² Свет времен счастливых, новых Счастья вновь, о Боже, дай! Ты спасти отчизну можешь³ Пятьсотлетней битвы плод. Сохрани, спаси, о Боже — Тебя молит сербский род! |
| Слова, ранее использовавшиеся Сербским королевством | | |
| 1српског Краља, српски род! | 1srpskog Kralja, srpski rod! | 1Короля и сербский род! |
| ²српске Круне нови сјај | ²srpske Krune novi sjaj | ²Свет Короны сербской снова Нам из гроба воссиял. |
| ³Краљевину српску брани | ³Kraljevinu srpsku brani | ³Ты спасти престол наш можешь |

## Медиа
- Аудио zip